# Willi Egger
Pour les articles homonymes, voir Egger.
Wilhelm « Willi » Egger, né le 7 octobre 1932 à Murau et mort le 29 avril 2008, est un coureur autrichien du combiné nordique et sauteur à ski, actif de la fin des années 1950 au milieu des années 1960.

## Biographie
Né à Murau, il a remporté trois épreuves de saut à ski de la Tournée des quatre tremplins, à Garmisch-Partenkirchen (1957-1958), à Innsbruck (1961-1962) et à Bischofshofen (1961-1962), pour se classer deuxième du classement général en 1962. Il est deuxième également au Festival de ski de Holmenkollen en 1962.
Egger a également participé à deux éditions des Jeux olympiques d’hiver : son meilleur résultat y est une douzième place lors de l'épreuve individuelle sur grand tremplin à Innsbruck en 1964.
Egger a également terminé seizième de l'épreuve de combiné nordique aux Jeux olympiques d'hiver de 1956 à Cortina d'Ampezzo. Il se consacre seulement au saut à ski après cette année.